# Ministerio de Economía y Finanzas (Perú)
El Ministerio de Economía y Finanzas del Perú es el organismo encargado del planeamiento y ejecución de la política económica del Estado peruano con la finalidad de optimizar la actividad económica y financiera del Estado, establecer la actividad macroeconómica y lograr un crecimiento sostenido de la economía del país. Su sede central se encuentra en la ciudad de Lima. 
Es un conjunto de instituciones bancarias financieras y demás empresas e instituciones de derecho público y privado debidamente autorizadas por la Superintendencia de Banco y Seguros.
El Estado participa en el sistema financiero en las inversiones que posee COFIDE como el banco de desarrollo de segundo piso, actividad habitual desarrollada por empresas e instituciones autorizadas a fondos del público y colocarlos en forma de créditos e inversiones.
El ministro de Economía y Finanzas desde el 13 de mayo de 2025 es Raúl Pérez-Reyes.

## Historia
El 3 de agosto del 1821, José de San Martín, protector del Perú, creó la Secretaría General de Hacienda junto con las de Cancillería y Guerra y Marina. El primer ministro de Hacienda fue el precursor Hipólito Unanue.
Con el Decreto Ley n.º 17521, del 2 de marzo de 1969, se aprobó la Ley Orgánica del Ministerio de Hacienda, la misma que determina la estructura y funciones del Ministerio de Hacienda. Con Decreto Ley n.º 22196, del 30 de mayo de 1978, se modificó la estructura orgánica.
Mediante Decreto Ley n.º 17703, del 13 de junio de 1969, se modificó la denominación de Ministerio de Hacienda por la de Ministerio de Economía y Finanzas.
Por Decreto Ley n.º 23123, del 9 de julio de 1980, se estableció la denominación de Ministerio de Economía, Finanzas y Comercio al incorporarse la Secretaría de Estado de Comercio que pertenecía al Ministerio de Industria, Comercio, Turismo e Integración.
Por Decreto Legislativo n.º 325, del 30 de enero de 1985, se modificó nuevamente la denominación del Ministerio de Economía, Finanzas y Comercio por la de Ministerio de Economía y Finanzas.
Como resultado de la aplicación del Decreto Supremo n.º 004-91-PCM que declaró en reorganización todas las Entidades Públicas, se aprobó una nueva estructura orgánica del Ministerio de Economía y Finanzas aprobada mediante Resolución Ministerial n.º 455-91-EF/43, del 28 de noviembre de 1991.
Un nuevo Reglamento de Organización y Funciones fue aprobado por Resolución Ministerial n.º 092-EF/43, del 6 de marzo de 1992.
En concordancia con las modificaciones dispuestas por las respectivas normas se aprobó el actual Reglamento de Organización y Funciones del Ministerio de Economía y Finanzas mediante Resolución Viceministerial n.º 148-99-EF/13.03, del 15 de noviembre de 1999, y su modificatoria Resolución Viceministerial n.º 108-2000-EF/13.

## Funciones
El Ministerio de Economía tiene como funciones principales:
- Planear, dirigir y controlar los asuntos relativos a la política fiscal, financiación, endeudamiento, presupuesto y tesorería.
- Planear, dirigir y controlar las políticas de la actividad empresarial financiera del Estado así como armonizar la actividad económica.
- Planear, dirigir y controlar los asuntos relativos a la política arancelaria.
- Administrar con eficiencia los recursos públicos del Estado.

- Crear estrategias para una buena actividad económica a favor de la población.
- Designar el valor de la UIT en 2024, cuyo valor es de S/5150.[1]

## Órganos de línea

### Dependientes delviceministro de Hacienda
- Dirección General de Presupuesto Público: Rector del Sistema Administrativo Nacional de Presupuesto Público, con autoridad técnico normativa a nivel Nacional, encargado de programar, dirigir, coordinar, controlar y evaluar la gestión del proceso presupuestario del Sector Público. Depende directamente del viceministro de Hacienda.[2]
- Dirección General de Contabilidad Pública: Rector del Sistema Administrativo Nacional de Contabilidad, con autoridad técnico normativa a nivel nacional, encargado de dictar las normas y establecer los procedimientos relacionados con su ámbito y velar por su correcta aplicación, así como de elaborar la Cuenta General de la República y las estadísticas fiscales. Depende directamente del viceministro de Hacienda.[3]
- Dirección General de Endeudamiento y Tesoro Público: Rector del Sistema Administrativa Nacional de Endeudamiento Público y del Sistema Administrativo Nacional de Tesorería, con autoridad técnico-normativa a nivel nacional; encargado de proponer las políticas y diseñar las normas y procedimientos para la administración integrada de los activos y pasivos financieros, incluyendo la regulación del manejo de los fondos públicos y de la deuda pública.[4]
- Dirección General de Gestión de Recursos Públicos: Encargado de realizar el análisis fiscal y financiero de las medidas que se propongan en materia de remuneraciones y previsional del sector público, y de formular y proponer políticas públicas sobre abastecimiento, gestión de planillas, y de gestión de activos no financieros con el objeto de promover la mejora de la gestión pública, en coordinación con las entidades públicas pertinentes y de manera consistente con la normatividad vigente.[5]

### Dependientes delviceministro de Economía
- Dirección General de Política Macroeconómica: Encargado de dirigir y coordinar el proceso de formulación del Marco Macroeconómico Multianual.[6]
- Dirección General de Política de Ingresos Públicos: Encargado de evaluar, formular y proponer la política tributaria para simplificar, reestructurar y optimizar el Sistema Tributario y mejorar la recaudación de los diferentes niveles de gobierno; y, la política de ingresos públicos no tributarios provenientes de la explotación de recursos naturales y de impuestos destinados a los Gobiernos Regionales y Locales.[7]
- Dirección General de Inversión Pública: Encargado de diseñar los lineamientos de política de tratamiento de la inversión pública. Asimismo, es el rector del Sistema Nacional de Inversión Pública (SNIP).[8]
- Dirección General de Descentralización Fiscal y Asuntos Sociales: Encargado de formular y proponer la política, normas y otros instrumentos normativos, en el marco de su competencia, relacionados con la descentralización fiscal dentro del marco de la política macroeconómica.[9]
- Dirección General de Desarrollo de Mercados Financieros, Laboral y Previsional Privados: Encargado de proponer, dirigir y formular en el ámbito de su competencia, medidas de promoción de políticas para el desarrollo del mercado financiero, laboral y previsional privados.[10]
- Dirección General de Asuntos de Economía Internacional, Competencia y Productividad: Encargado de proponer, dirigir y formular en el ámbito de su competencia, medidas de política en los ámbitos de comercio exterior, competencia y calidad normativa, así como asegurar la consistencia de los procesos de integración económica con la política económica general.[11]

## Órganos adscritos al ministerio
- Agencia de Promoción de la Inversión Privada (PROINVERSION)
- Organismo Supervisor de las Contrataciones del Estado (OSCE)
- Superintendencia del Mercado de Valores (SMV)
- Superintendencia Nacional de Aduanas y de Administración Tributaria (SUNAT)
- Fondo Nacional de Financiamiento de la Actividad Empresarial del Estado (FONAFE) —y empresas en liquidación que forman parte—
- Banco de la Nación
- ONP